# 2. Deutsche Volleyball-Bundesliga 1981/82 (Männer)
Die Saison 1981/82 der 2. Volleyball-Bundesliga der Männer war die achte Ausgabe dieses Wettbewerbs.

## 2. Bundesliga Nord
Meister und Aufsteiger in die 1. Bundesliga wurde der MTV Celle. Absteigen musste der CVJM Siegen.

### Mannschaften
In dieser Saison spielten folgende zehn Mannschaften in der 2. Bundesliga Nord der Männer:
- Post SV Berlin
- VdS Berlin
- MTV Celle
- Dürener TV
- VV Humann Essen
- VfL Lintorf
- USC Münster
- GSV Osnabrück
- CVJM Siegen
- TVK Wattenscheid

Absteiger aus der 1. Bundesliga waren der Dürener TV und der TVK Wattenscheid. Aus der Regionalliga stiegen der MTV Celle (Nord) und der VV Humann Essen (West) auf. Die Mannschaft des MTV Mariendorf schloss sich dem Post SV Berlin an.

### Tabelle
|                         | Verein           | Spiele | Punkte | Sätze |
| ----------------------- | ---------------- | ------ | ------ | ----- |
| 1.                      | Celle (N)        | 18     | 32:4   | 51:16 |
| 2.                      | Wattenscheid (A) | 18     | 26:10  | 43:29 |
| 3.                      | Osnabrück        | 18     | 24:12  | 44:31 |
| 4.                      | Post Berlin      | 18     | 22:14  | 38:29 |
| 5.                      | Münster          | 18     | 20:16  | 40:28 |
| 6.                      | Essen (N)        | 18     | 18:18  | 40:33 |
| 7.                      | VdS Berlin       | 18     | 18:18  | 32:37 |
| 8.                      | Lintorf          | 18     | 12:24  | 26:45 |
| 9.                      | Düren (A)        | 18     | 6:30   | 24:48 |
| 10.                     | Siegen           | 18     | 2:34   | 11:53 |
| Stand: Abschlusstabelle |                  |        |        |       |

|     | Aufsteiger in die Bundesliga    |
|     | Absteiger in die Regionalliga   |
| (A) | Absteiger aus der 1. Bundesliga |
| (N) | Aufsteiger aus der Regionalliga |

## 2. Bundesliga Süd
Meister und Aufsteiger in die 1. Bundesliga wurde der VfL Sindelfingen. Absteiger in die Regionalliga waren der USC Freiburg, DJK Schwäbisch Gmünd und der TuS Stuttgart.

### Mannschaften
In dieser Saison spielten folgende zehn Mannschaften in der 2. Bundesliga Süd der Männer:
- Orplid Darmstadt
- USC Freiburg
- SC Freising
- TV Hülzweiler
- ESV Mannheim
- TG 1862 Rüsselsheim
- DJK Schwäbisch Gmünd
- VfL Sindelfingen
- TuS Stuttgart
- 1. VC Wiesbaden

Absteiger aus der 1. Bundesliga gab es keine. Aus der Regionalliga stiegen der ESV Mannheim (Südwest) und der VfL Sindelfingen (Süd) auf.

### Tabelle
|                         | Verein           | Spiele | Punkte | Sätze |
| ----------------------- | ---------------- | ------ | ------ | ----- |
| 1.                      | Sindelfingen (N) | 18     | 34:2   | 53:12 |
| 2.                      | Rüsselsheim      | 18     | 26:10  | 41:25 |
| 3.                      | Hülzweiler       | 18     | 22:14  | 40:32 |
| 4.                      | Mannheim (N)     | 18     | 18:18  | 37:34 |
| 5.                      | Darmstadt        | 18     | 16:20  | 33:36 |
| 6.                      | Freising         | 18     | 16:20  | 32:39 |
| 7.                      | Wiesbaden        | 18     | 16:20  | 28:37 |
| 8.                      | Freiburg         | 18     | 14:22  | 30:38 |
| 9.                      | Schwäbisch Gmünd | 18     | 12:24  | 31:42 |
| 10.                     | Stuttgart        | 18     | 6:30   | 19:49 |
| Stand: Abschlusstabelle |                  |        |        |       |

|     | Aufsteiger in die Bundesliga    |
|     | Absteiger in die Regionalliga   |
| (N) | Aufsteiger aus der Regionalliga |